# Nils Fritz
Nils Bernhard Fritz, född 23 maj 1912 i Kristinehamn, död 24 februari 1974 i Forslövsholm, var en svensk skådespelare.
Fritz är begravd på Förslövs kyrkogård.

## Filmografi
- 1939 – Landstormens lilla Lotta
- 1940 – Stål
- 1941 – Snapphanar
- 1943 – Stora skrällen
- 1945 – 13 stolar
- 1954 – De röda hästarna
- 1961 – Lita på mej, älskling!
- 1962 – Chans
- 1963 – Protest
- 1963 – Mordvapen till salu
- 1963 – Lyckodrömmen
- 1963 – En vacker dag
- 1965 – Festivitetssalongen
- 1968 – Bombi Bitt och jag (TV-serie)

## Teater

### Roller (ej komplett)
| År   | Roll                        | Produktion                                                                                        | Regi                            | Teater                   |
| ---- | --------------------------- | ------------------------------------------------------------------------------------------------- | ------------------------------- | ------------------------ |
| 1921 | Skeppare                    | Trettondagsafton eller Vad ni vill (Twelfth Night, or What You Will) William Shakespeare          | Gustaf Linden                   | Helsingborgs stadsteater |
| 1933 | Lars Andrae                 | Mäster Olof August Strindberg                                                                     | Rudolf Wendbladh                | Helsingborgs stadsteater |
| 1940 | Peter Brissing              | Vibrationer (The Flashing Stream) Charles Morgan                                                  | Rudolf Wendbladh                | Helsingborgs stadsteater |
| 1940 | Piero Guardini              | 30 sekunder kärlek (Trenta secondi d'amore) Aldo De Benedetti                                     | Albert Nycop                    | Helsingborgs stadsteater |
| 1940 | Emil                        | De knutna händerna Vilhelm Moberg                                                                 | Rudolf Wendbladh                | Helsingborgs stadsteater |
| 1940 | Rolf Swedenhielm junior     | Swedenhielms Hjalmar Bergman                                                                      | Rudolf Wendbladh                | Helsingborgs stadsteater |
| 1941 | Tom Moody                   | Lyckans gullgosse (Golden Boy) Clifford Odets                                                     | Rudolf Wendbladh                | Helsingborgs stadsteater |
| 1941 | Harry Challoner             | En riktig karl (This Was a Man) Noël Coward                                                       | Rudolf Wendbladh                | Helsingborgs stadsteater |
| 1941 | Tony Kenyon                 | Lycklig resa! (Skylark) Samson Raphaelson                                                         | Rudolf Wendbladh                | Helsingborgs stadsteater |
| 1941 | Magnus Gabriel De la Gardie | Christina August Strindberg                                                                       | Rudolf Wendbladh                | Helsingborgs stadsteater |
| 1941 | Storveziren                 | Aladdin (Aladdin, eller Den forunderlige Lampe) Adam Oehlenschläger                               | Herman Ahlsell Rudolf Wendbladh | Helsingborgs stadsteater |
| 1941 | Jean Villard                | Kungl. Logen (Hofloge) Karl Farkas och Hans Lang                                                  | Rudolf Wendbladh                | Helsingborgs stadsteater |
| 1942 | Lars Lundius                | Mikaels dag Harry Blomberg                                                                        | Rudolf Wendbladh                | Helsingborgs stadsteater |
| 1942 | Etienne de Boisrobert       | Resan till Venedig (Le Train pour Venise) Louis Verneuil                                          | Albert Nycop                    | Helsingborgs stadsteater |
| 1942 | Disponenten                 | Som folk är mest. En stockholmshistoria Herbert Grevenius                                         | Albert Nycop                    | Helsingborgs stadsteater |
| 1942 | Robert Vernon               | Ministeriet vacklar (Das Ministerium ist beleidigt) Bruno Engler, Fred Heller och Leonhard Märker | Rudolf Wendbladh                | Helsingborgs stadsteater |
| 1944 |                             | De kommo till en stad (They Came to a City) John Boynton Priestley                                | Helge Wahlgren                  | Göteborgs stadsteater    |
| 1948 |                             | Vår lilla stad (Our town) Thornton Wilder                                                         | Gösta Folke                     | Malmö Stadsteater        |
| 1948 |                             | Drömmarnas berg (High Tor) Maxwell Anderson                                                       | Gösta Folke                     | Malmö Stadsteater        |
| 1948 | Harry Brock                 | Född i går (Born Yesterday) Garson Kanin                                                          | Gunnar Ekström                  | Helsingborgs stadsteater |
| 1949 | Hjalmar Ekdal               | Vildanden Henrik Ibsen                                                                            | Lars-Levi Læstadius             | Helsingborgs stadsteater |
| 1949 | Guy-Charles Romainville     | Slottsbalen (L'Invitation au château) Jean Anouilh                                                | Börje Nyberg                    | Helsingborgs stadsteater |
| 1949 | Majoren                     | Lilla helgonet (Mam'zelle Nitouche) Hervé, Henri Meilhac och Albert Millaud                       | Mats Johansson                  | Helsingborgs stadsteater |
| 1950 | Farbror Ben                 | En handelsresandes död (Death of a Salesman) Arthur Miller                                        | Lars-Levi Læstadius             | Helsingborgs stadsteater |
| 1950 | Sir Robert Morton           | Fallet Winslow (The Winslow Boy) The Winslow Boy Terence Rattigan                                 | Börje Nyberg                    | Helsingborgs stadsteater |
| 1950 | Simon Eyre                  | Skomakarens frimåndag (The Shoemaker's Holiday) Thomas Dekker                                     | Lars-Levi Læstadius             | Helsingborgs stadsteater |
| 1951 |                             | Colombe Jean Anouilh                                                                              | Henrik Dyfverman                | Malmö stadsteater        |
| 1952 |                             | Greve Öderland (Graf Öderland) Max Frisch                                                         | Lars-Levi Læstadius             | Malmö Stadsteater        |
| 1954 |                             | Mollusken (The Mollusc) Hubert Henry Davies                                                       | Thure Carlman                   | Fredriksdalsteatern      |
| 1955 |                             | Donadieu Fritz Hochländer                                                                         | Lars-Levi Læstadius             | Malmö stadsteater        |
| 1955 |                             | Revisorn (Ревизор, Revizor) Nikolaj Gogol                                                         | Lars-Levi Læstadius             | Malmö stadsteater        |
| 1957 | Eddie                       | Utsikt från en bro (A View From The Bridge) Arthur Miller                                         | Frank Sundström                 | Riksteatern              |
| 1958 |                             | Du stolte krigare (Home is the Hero) Walter Macken                                                | Sandro Malmquist                | Riksteatern              |
| 1958 |                             | Farmor och vår Herre Hjalmar Bergman                                                              | Claes Sylwander                 | Riksteatern              |
| 1959 | Polis Edlund                | Fridas visor eller Oscars fyra bekymmer eller En vecka i Lilla Paris Gösta Sjöberg                | Frank Sundström                 | Helsingborgs stadsteater |
| 1959 | Lebellue                    | Generalen på skolbänken (L'Hurluberlu ou Le Reactionnaire amoureux) Jean Anouilh                  | Palle Granditsky                | Helsingborgs stadsteater |
| 1959 | Eddie Carbone               | Utsikt från en bro (A View From The Bridge) Arthur Miller                                         | Frank Sundström                 | Helsingborgs stadsteater |
| 1959 | Hertig Fredrik              | Som ni behagar (As you Like it) William Shakespeare                                               | Frank Sundström                 | Helsingborgs stadsteater |
| 1959 | Eddie Carbone               | Utsikt från en bro (A View From The Bridge) Arthur Miller                                         | Frank Sundström                 | Helsingborgs stadsteater |
| 1960 | Majoren                     | Lilla helgonet (Mam'zelle Nitouche) Hervé, Henri Meilhac och Albert Millaud                       | Frank Sundström                 | Helsingborgs stadsteater |
| 1962 | Greve Archi                 | Patrasket Hjalmar Bergman                                                                         | Stina Bergman                   | Stockholms stadsteater   |
| 1963 | Birger Jarl/Bellman m. fl.  | Lax, lax, lerbak Alf Henrikson                                                                    | Carl Johan Ström                | Stockholms stadsteater   |
| 1964 | Si Slimane                  | Skärmarna (Les Paravents) Jean Genet                                                              | Per Verner-Carlsson             | Stockholms stadsteater   |
| 1964 | Proteus, minister           | Karusellen (The Apple Cart) George Bernard Shaw                                                   | Georg Funkquist                 | Stockholms stadsteater   |

## Radioteater

### Roller (ej komplett)
| År   | Roll         | Produktion                | Regi                |
| ---- | ------------ | ------------------------- | ------------------- |
| 1952 | Herr Lebonze | En vildfågel Jean Anouilh | Ingmar Bergman      |
| 1953 | Torvald      | Ett dockhem Henrik Ibsen  | Lars-Levi Læstadius |
| 1954 |              | Måsen Anton Tjechov       | Lars-Levi Læstadius |